# Caffè Gilli

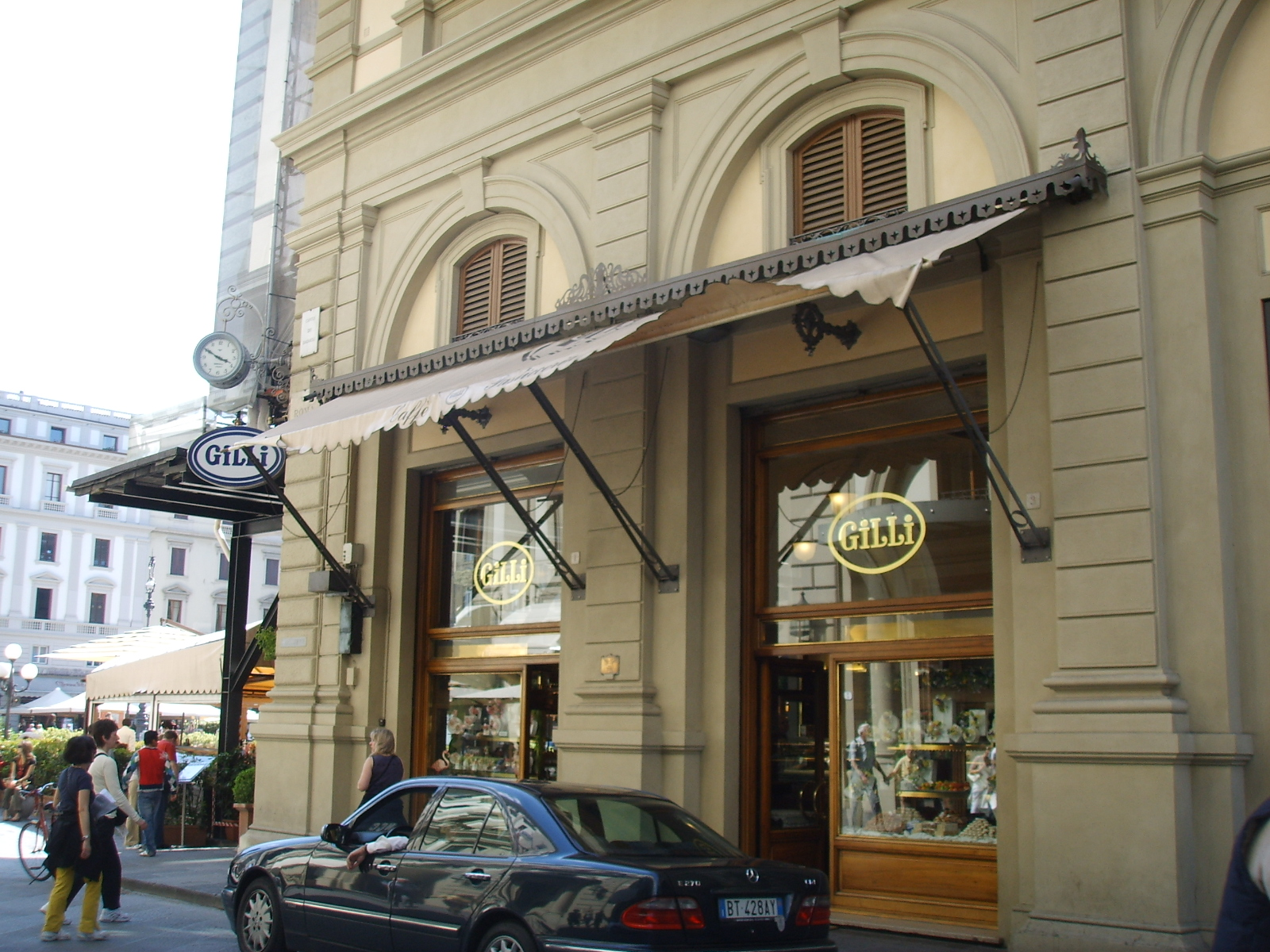
Caffè Gilli, esterno su via Roma

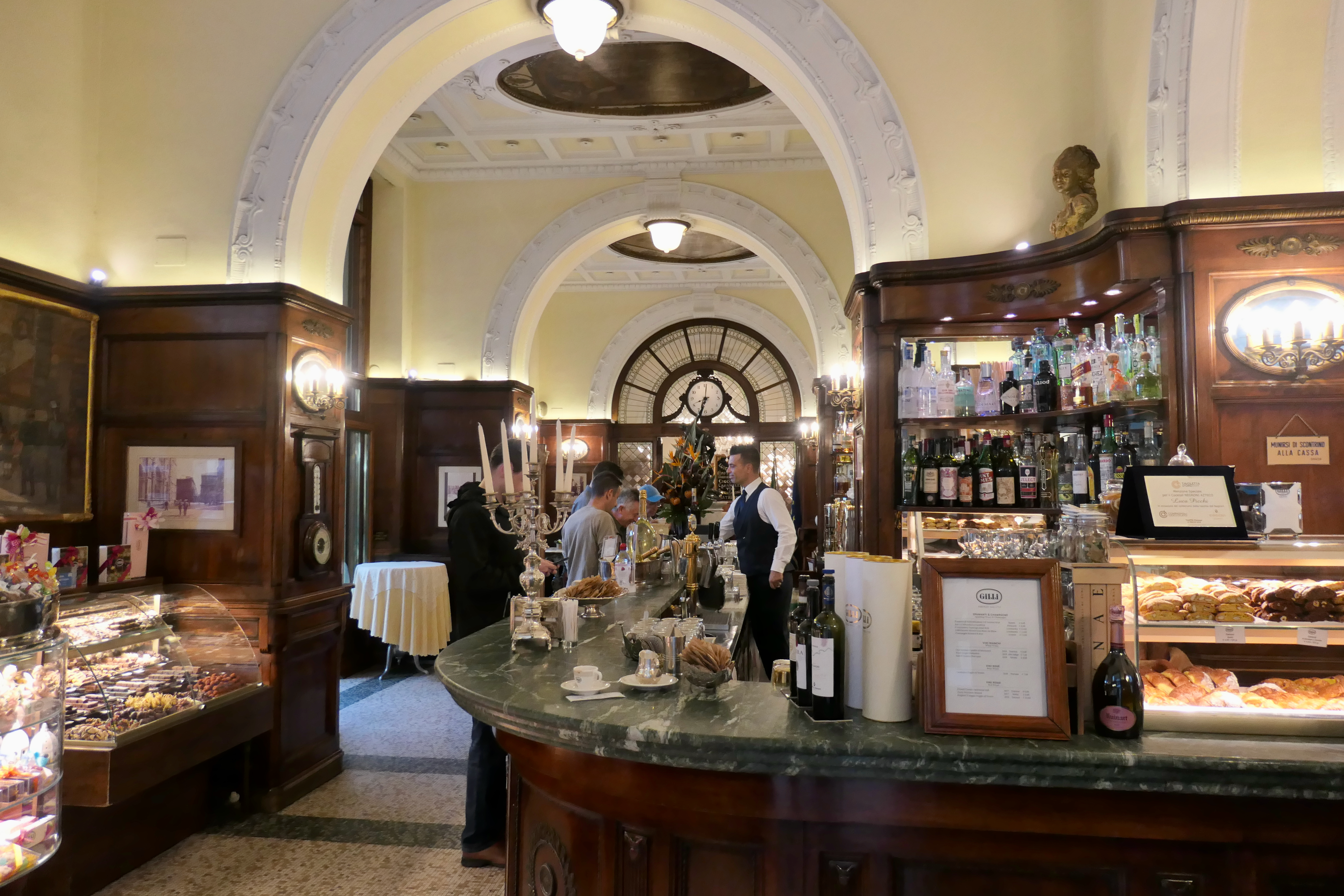
Interno

Il Caffè Gilli è un esercizio storico di Firenze, situato in piazza della Repubblica 36-39r, angolo via Roma (canto dei Dadaioli, dal nome dei giocatori di dadi nelle bische del Ghetto), dentro all'edificio del palazzo Levi. Fa parte dell'associazione Locali storici d'Italia.

## Storia

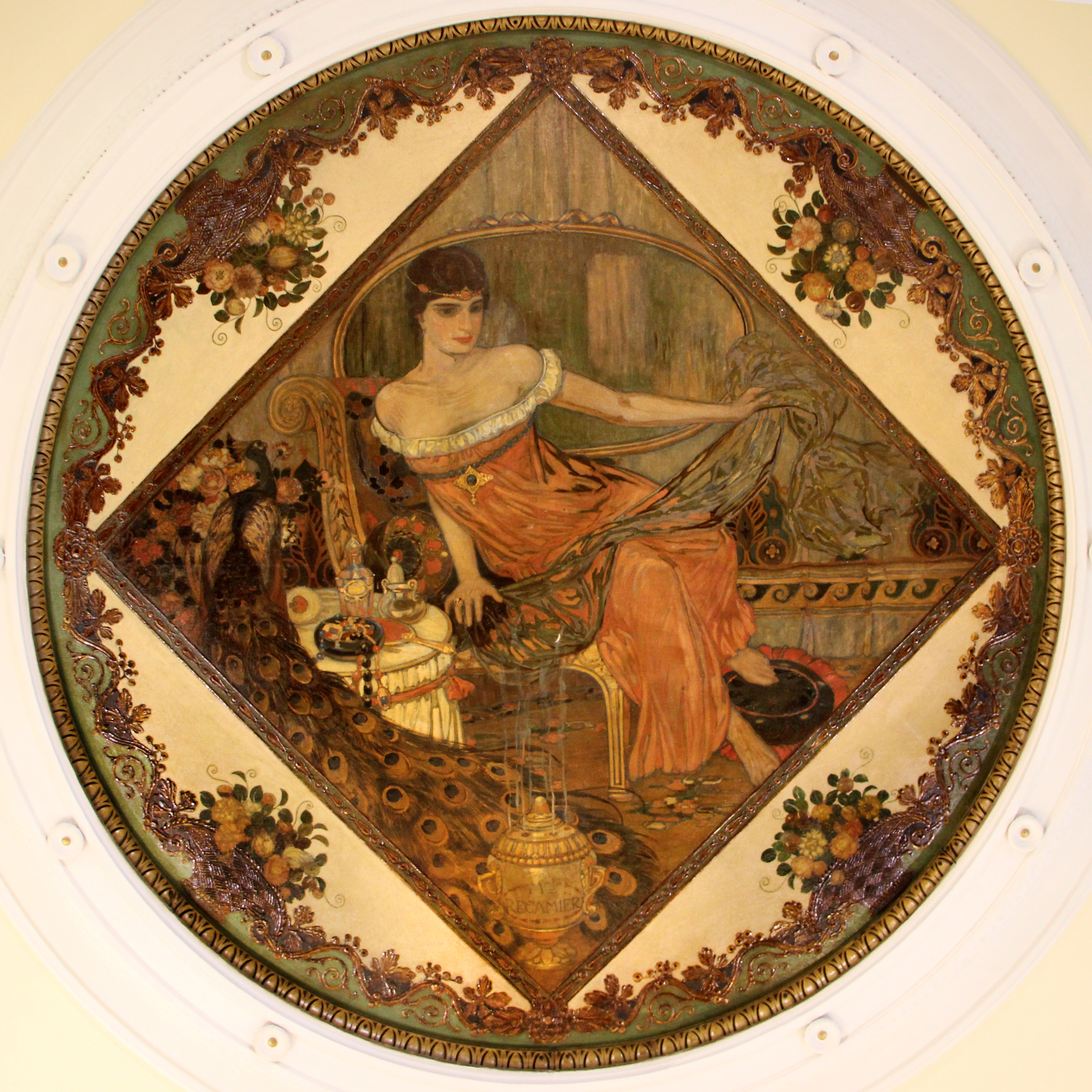
Una delle pitture di Ezio Giovannozzi

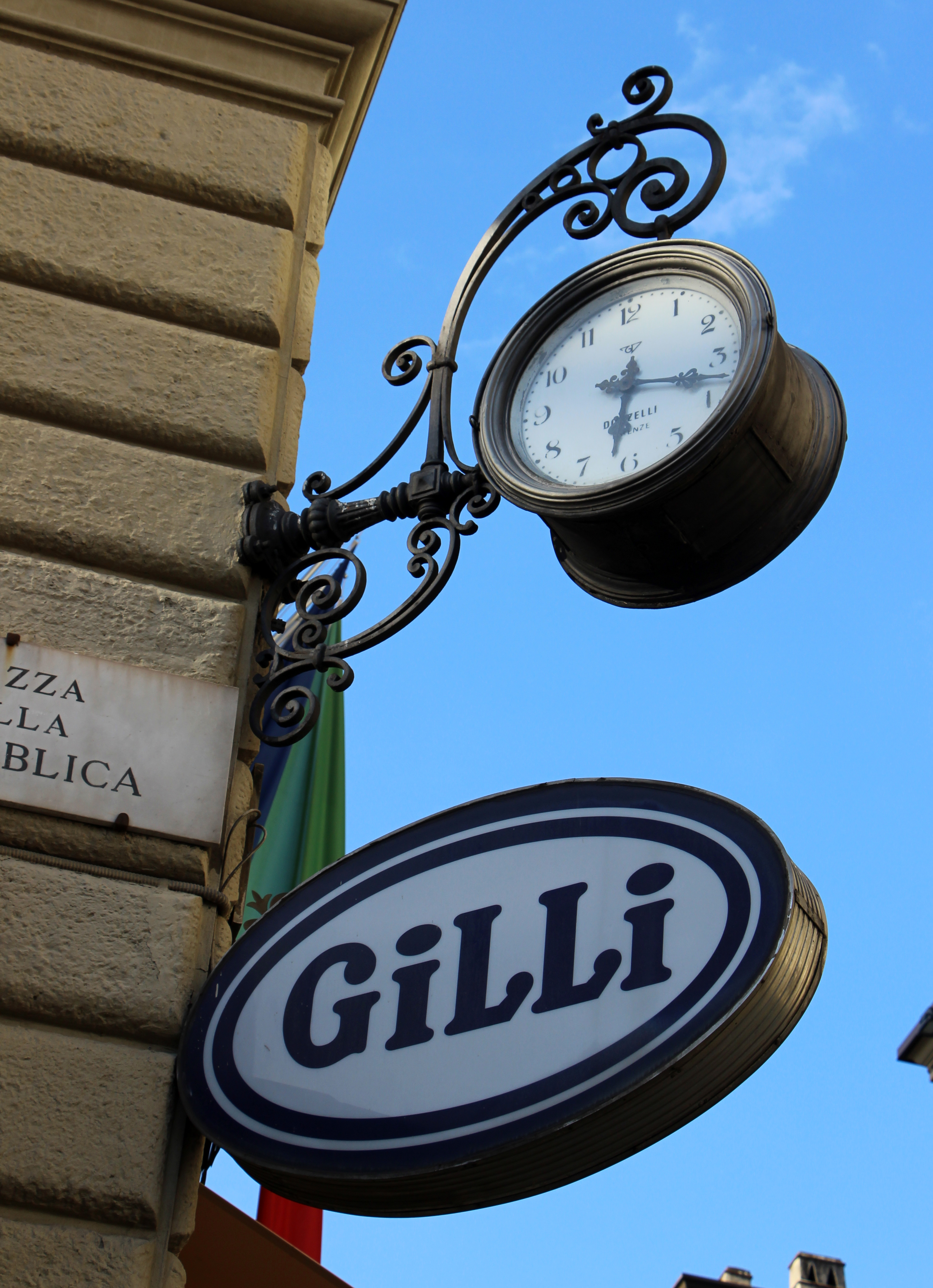
Orologio e insegna

Nel 1733 nella Firenze di Gian Gastone de' Medici, la famiglia svizzera Gilli aprì in via dei Calzaiuoli (presso l'edificio della loggia degli Adimari) “La Bottega Dei Pani Dolci”, una confetteria/pasticceria che presto si distinse venendo apprezzata dalla nobiltà fiorentina. A fine dell'Ottocento, dopo la creazione di Piazza Vittorio Emanuele II e dei nuovi palazzi "risanati", Caffè Gilli si spostò prima in via degli Speziali, di fronte al Caffè Trianon, poi, entro il secondo decennio del Novecento, nell'attuale ubicazione su canto dei Dadaioli. 
La piazza, nel frattempo diventata il polo dei caffè letterari, iniziò ad essere frequentata dagli artisti e dagli intellettuali. Durante il periodo del Futurismo Gilli era frequentato da personalità come Filippo Tommaso Marinetti, Ardengo Soffici,  Alberto Caligiani, Ennio Pozzi, Silvio Polloni ed Emilio Pucci. A questi nomi importanti, vanno aggiunti tra i frequentatori quei libertini spiantati che, pieni di debiti, si dice vivessero "sui chiodi", e il loro ritrovo era soprannominato il "Caffè dei fachiri". Dal secondo dopoguerra Gilli divenne luogo d'incontro esclusivo dei giovani fiorentini, ma anche dei primi turisti che iniziarono in questi anni a frequentare la città. Davanti al caffè venne scattata la famosa fotografia di Ruth Orkin American girl in Italy 1951, che ben rappresenta quell'epoca: una bella ragazza americana che passa sul marciapiede davanti al bar e attira le attenzioni di tutto un gruppo di giovanotti.
Gli eleganti spazi interni conservano arredi originari che si dicono eseguiti nella bottega dei Coppedè e, sul soffitto, quattro plafonds entro cornici in stucco con ritratti di gentildonne, dovuti a Ezio Giovannozzi e databili al primo decennio del Novecento. Sul lato di via Roma è una piccola targa in bronzo che ricorda Gilli come sede ufficiale del premio Donatello.